# Jack Kirrane
John Joseph (Jack) Kirrane (Brookline (Massachusetts), 20 augustus 1928 - Quincy (Massachusetts), 25 september 2015) was een Amerikaans ijshockeyer. 
Kirrane was onderdeel van de door de Amerikaanse ijshockeybond geselecteerde ploeg voor de Olympische Winterspelen 1948. Het olympische toernooi was tevens een wereldkampioenschap. Het Internationaal Olympisch Comité was echter van mening dat deze ploeg ook bestond uit profspelers en nam de Amerikaanse ploeg niet op in de uitslag. Voor het wereldkampioenschap streed de Amerikaanse ploeg wel mee en eindigde in dat toernooi als vierde. 
Twaalf jaar later nam Kirrane deel aan de Olympische Winterspelen 1960 in eigen land en won tijdens dat toernooi de gouden medaille.